# Вератек (Сучава)
Вератек (рум. Văratec) — село у повіті Сучава в Румунії. Адміністративно підпорядковане місту Салча.
Село розташоване на відстані 356 км на північ від Бухареста, 11 км на схід від Сучави, 104 км на північний захід від Ясс.

## Населення
За даними перепису населення 2002 року у селі проживали 1456 осіб.
Національний склад населення села:
| Національність | Кількість осіб | Відсоток |
| -------------- | -------------- | -------- |
| румуни         | 1244           | 85,4%    |
| цигани         | 212            | 14,6%    |

Рідною мовою назвали:
| Мова      | Кількість осіб | Відсоток |
| --------- | -------------- | -------- |
| румунська | 1244           | 85,4%    |
| циганська | 212            | 14,6%    |